# Фаринки
Фа́ринки — село в Україні, у Камінь-Каширській громаді Камінь-Каширського району Волинської області. Населення становить 700 осіб староста села Шилік Роман Богданович 

## Географія
Село розташоване на лівому березі річки Коростянки.

## Постаті
- Багнюк Сергій Каленикович (1979—2023) – солдат Збройних Сил України, учасник російсько-української війни. Загинув 9 травня 2023 р. в Харківській області. Поховано 12 травня 2023 року на місцевому кладовищі. Герой України (2024, посмертно).

## Населення
Згідно з переписом УРСР 1989 року чисельність наявного населення села становила 704 особи, з яких 322 чоловіки та 382 жінки.
За переписом населення України 2001 року в селі мешкали 693 особи.

### Мова
Розподіл населення за рідною мовою за даними перепису 2001 року:
| Мова       | Відсоток |
| ---------- | -------- |
| українська | 99,57 %  |
| російська  | 0,29 %   |
| білоруська | 0,14 %   |